# Шебутинці (Кам'янець-Подільський район)
Шебу́тинці — село в Україні, у Новоушицькій селищній територіальній громаді Кам'янець-Подільського району Хмельницької області.

## Символіка

### Герб
Щит у золотистій оправі, поділений горизонтально на дві частини: лазуровий фон та зелений. У центрі щита розміщено сніп колосся зв'язаний білою мотузкою — знак хліборобства та достатку. По обидва боки від снопа розташовано два чоботи чорного кольору — символ назви села.

### Прапор
Прямокутне полотнище складається з двох частин. Верхня половина прапора синього кольору, нижня — зеленого кольору. У правій верхні частині зображено сніп колосся, як знак хліборобства, достатку та основного виду зайнятості мешканців.

## Загальні відомості
Село розміщується на правому березі затоки Дністра, при основі гирла річки Данилівки. Поблизу річки знаходяться 5 курганів. На південь простягається село Березівка. Село ділиться на три частини: Толоку, Центр, Килину.

## Етимологія
Торчинська Н. М., Торчинський М. М. вважають, що Шебутинці - патронімічна назва мотивована основною назвою Шебута.
За іншою версією назва села похоить від найменування взуття. В давнину тут жили майстри швейної справи, які шили боти, взуття, звідси словосполучення «шити бути».

## Історія
На сьогодні точно не відомо коли з'явилося село, однак, Шебутинці вперше згадуються у 1469 році. В джерелах різного часу село фігурувало під назвами:   Schebunticze (1469), Sebuthincze (1578), Sheboutincze (1630–1650), Szebutyniec (1661), w Szebutyncach (1765), Sobotynce (1784), Щибутинцы (1805), Шебутинцы (поч. ХІХ ст.), Шибатинцы (1856), д. Шебутинцы, Шебушинцы (1893), Шебутинці (1926). 
Шебутинці позначені на «Генеральній карті України», або ж «Загальному плані Диких Полів, простіше кажучи Україна, з незалежними провінціями» («Generalis Camporum Desertorum vulgo Ukraina. Cum adjacentibus Provinciis») французького інженера Гійома Боплана (був на службі у польського короля, будував фортифікаційні споруди) виданій у 1648 році у Данцигу
Відомо, що 1566 року селище набуло статусу королівських маєтностей та змінило назву з Субутинчі (Subutyńcze) на нинішню. 
У 1795-1797 роках село входило до Ушицького округу Подільського намісництва,а в 1797-1923 роках до  Косиковецької волості Ушицького повітуПодільської губернії.
З 1991 року в складі незалежної України.
20 серпня 2015 року шляхом об'єднання сільських рад, село увійшло до складу Новоушицької селищної громади, до цього органом місцевого самоврядування була Березівська сільська рада.
До адміністративної реформи 19 липня 2020 року село належало до Новоушицького району, після увійшло до складу Кам'янець-Подільського району.

## Населення
Населення становить 516 осіб (208 дворів).

### Мова
У селі поширені західноподільська говірка та південноподільська говірка, що відносяться до подільського говору, який належить до південно-західного наріччя.

## Релігія
Селі знаходиться:
- Костел Божого Милосердя (РКЦ).

## Галерея

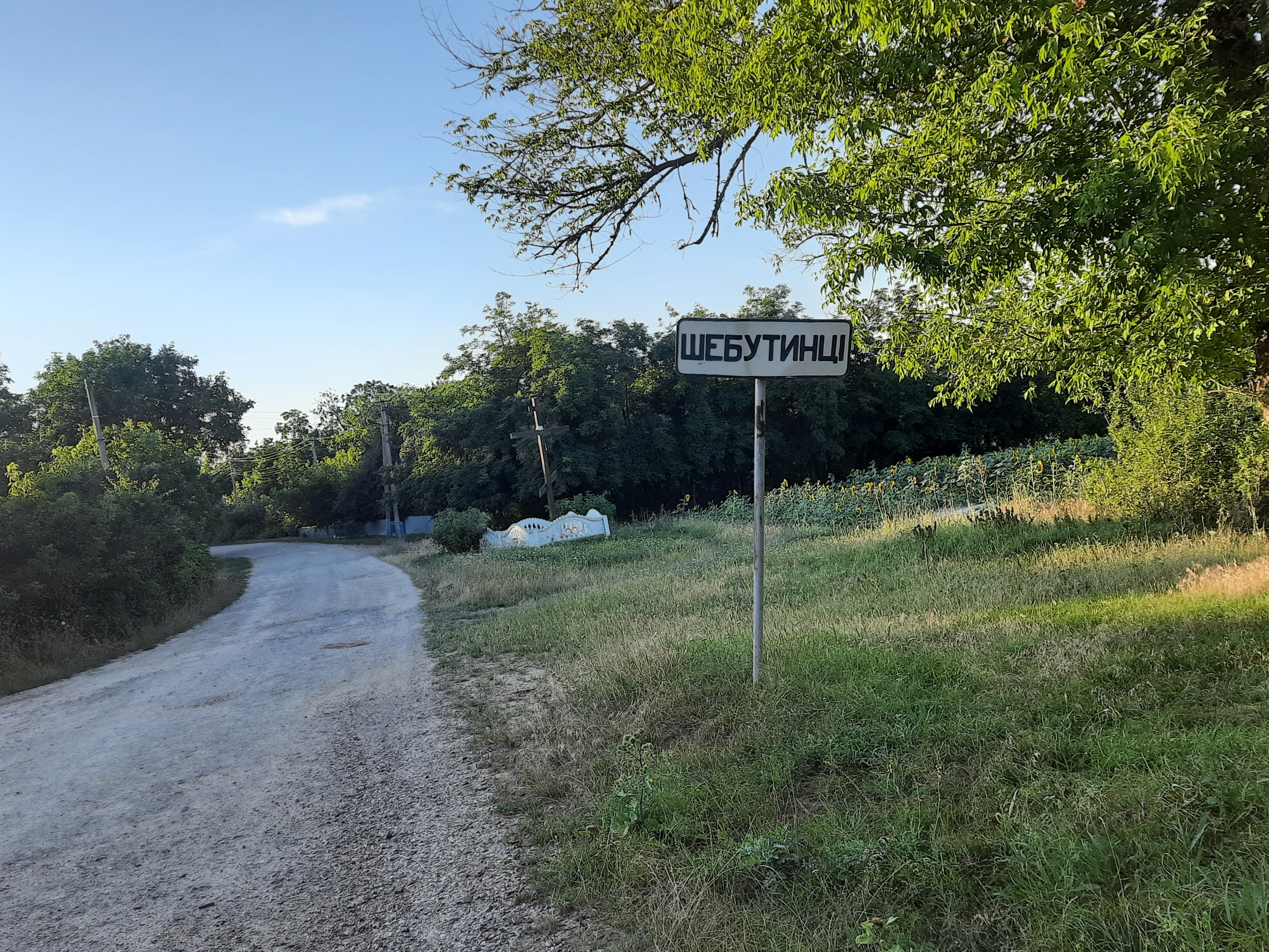
Дорожній знак при в'їзді в село
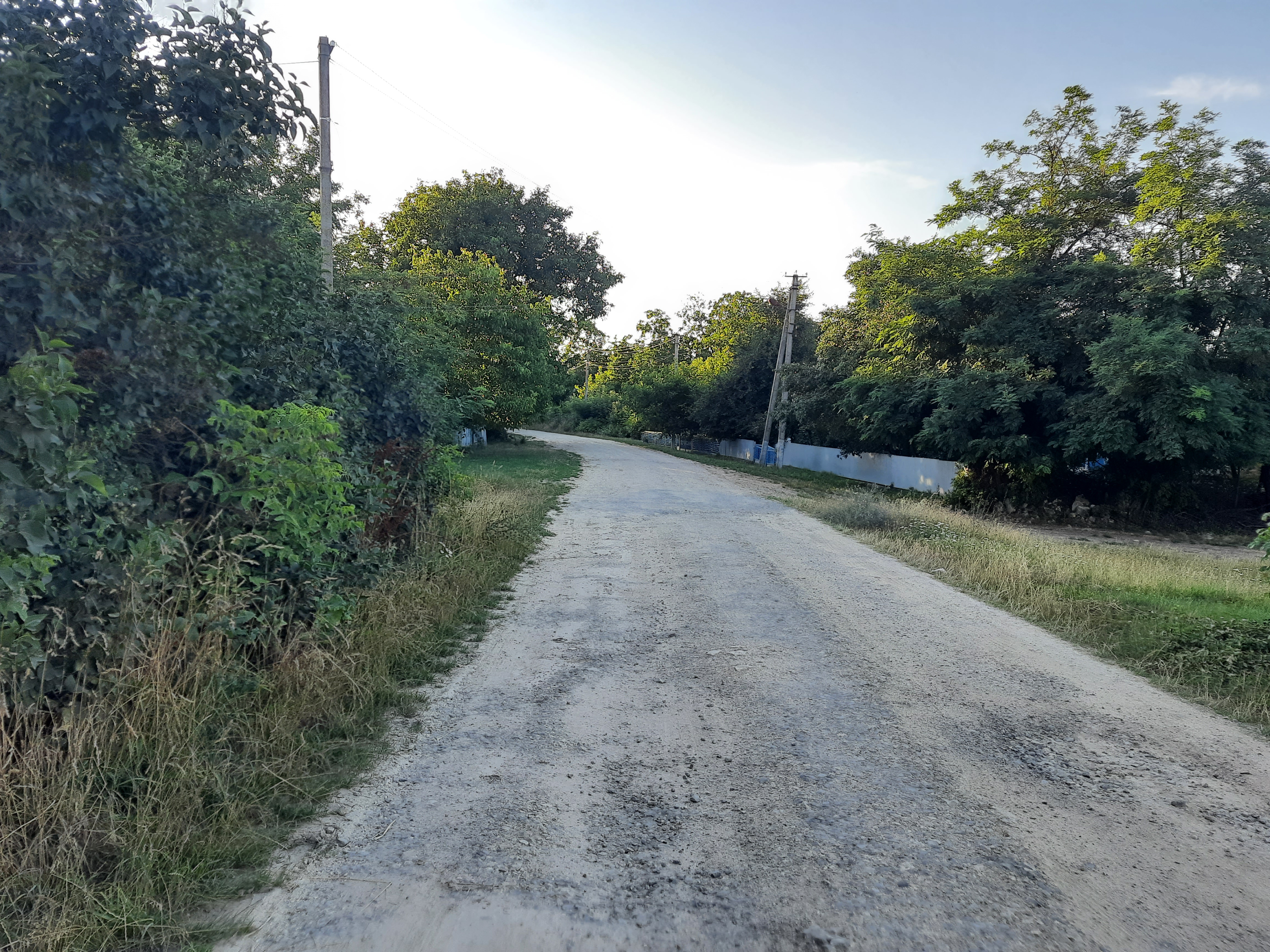
Сільська вулиця
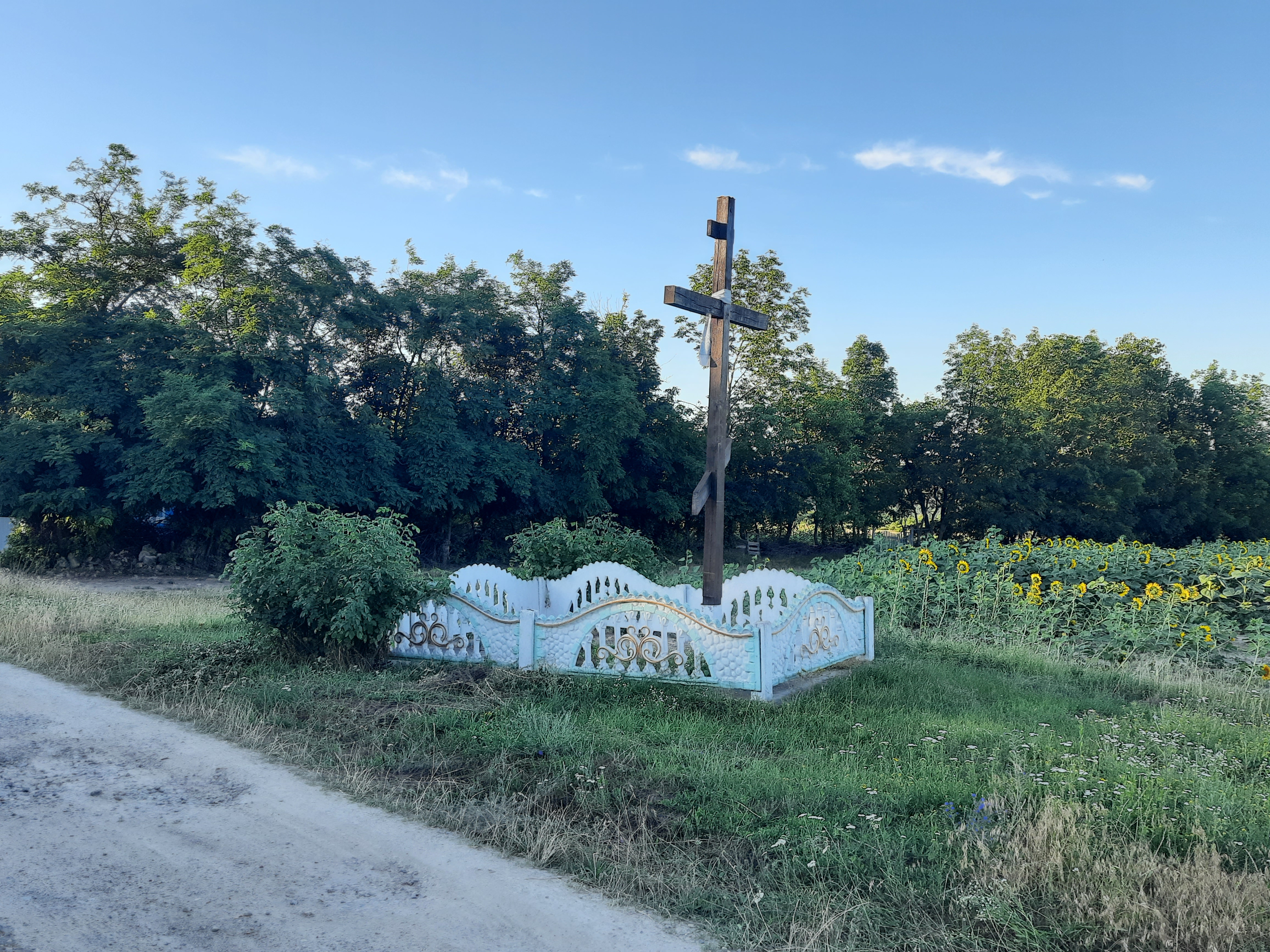
Пам'ятний хрест.
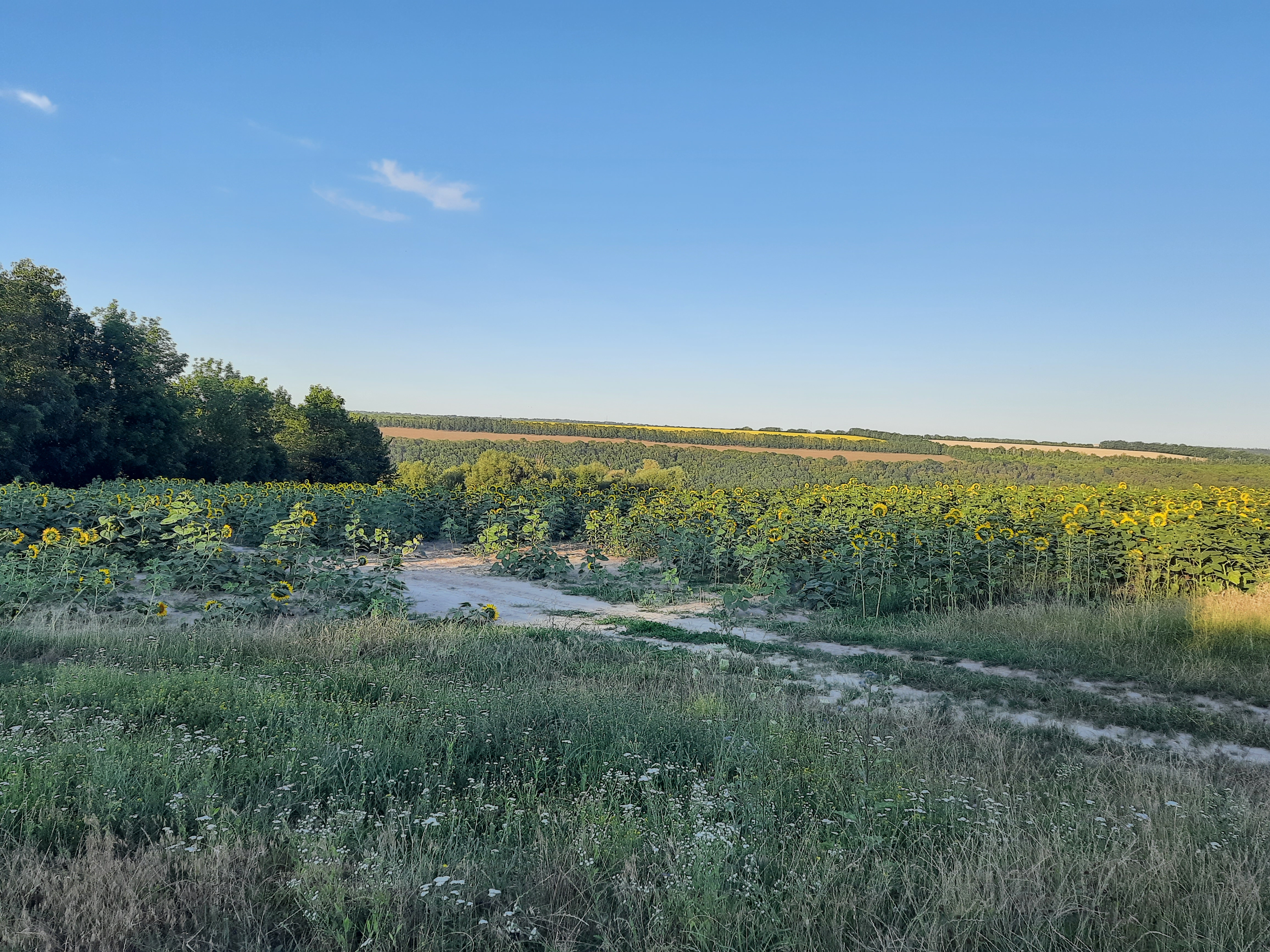
Краєвиди біля села

## Наукова література та матеріали
- Гульдман. В. Подільська губернія. — Кам'янець-Подільський. , 1889. – 548 с.
- Жарких М. І. Храми Поділля. — К.: 2007.
- Книга Пам'яті України. Хмельницька область: Історико-меморіальне багатотомне видання в 10 т. Т. 6. Летичівський, Новоушицький, Полонський р-ни. — Хмельницький: Поділля, 1996. — 720 стор.: іл.
- Крикун М. І. Подільське воєводство у XV-XVIII століттях: Статті і матеріали. Львів 2011. 733 с., іл., карти.
- Сіцинський Ю. Й. Археологічна карта Подільської губернії.
- Торчинська Н. М., Торчинський М. М. Словник власних географічних назв Хмельницької області. – Хмельницький: Авіст, 2008. – 549 с.
- «Генеральна карта України», або ж «Загальний план Диких Полів, простіше кажучи Україна, з незалежними провінціями» Гійома Боплана — Поділля [Архівовано 5 листопада 2021 у Wayback Machine.].
- Szebutyńce // Słownik geograficzny Królestwa Polskiego. — Warszawa : Druk «Wieku», 1890. — Т. XI. — S. 884. (пол.)